# Hypanthidioides subarenaria
Hypanthidioides subarenaria är en biart som först beskrevs av Schwarz 1933.  Hypanthidioides subarenaria ingår i släktet Hypanthidioides och familjen buksamlarbin. Inga underarter finns listade i Catalogue of Life.